# Дегтяные
Дегтяные (бел. Дзягця́ныя) — деревня в Копыльском районе Минской области Беларуси. В составе Тимковичского сельсовета.

## География
Ближайшие населённые пункты Братково, Весёлое, Зараковцы и др.
В 1,3 км на север от деревни железнодорожный остановочный пункт Дегтяны (Дегтяные).
Пролегает дорога Н-8562.

### Гидрография
Рядом протекает река Балванка.

## История
До 28 мая 2013 года деревня входила в состав Братковского сельсовета.

## Население

### Численность
- 2019 год — 82 жителей

### Динамика
- 1999 год — 186 жителей (перепись населения)
- 2009 год — 128 жителей (перепись населения)[4]
- 2019 год — 82 жителей (перепись населения)

## Улицы
- Железнодорожная

## Достопримечательность
- Дегтянский клад был обнаружен летом 1957 года в деревне Дегтяны[5]. Сокрыт был вероятно около 1050 года. В глиняном сосуде хранились серебряные ювелирные изделия и монеты общим весом 7 кг. Сохранились 21 целое и фрагментированное изделие и 320 монет ― денарии Чехии (123), Венгрии (3), Германии (165) Англии (10), Дании (1), не определённые денарии (4), подражания германским (9) и английским (3) денариям. Хранится в Национальном музее Беларуси[6].